# Kormány György
Kormány György (névváltozat: Cormany N. György; angolul: George N. Cormany) (? 1837. – USA, 1863 vagy utána) amerikai katona, hadnagy, majd főhadnagy az amerikai polgárháborúban.

## Élete
Magyarországi életéről semmit nem lehet tudni. Amerikában az ohiói Camp Denisonban 1861 júniusában lépett Lincoln katonái közé. A 6. ohiói önkéntes gyalogezredbe osztották be, ezen ezred valamennyi csatájában részt vett. Másfél év múlva hadnagy, majd főhadnagy lett. Részt vett a Chickamauga-tó melletti csatában (Georgia, 1863 szeptember 19-20), a murfreesboroi és missionary ridge-i csatákban,  meg is sebesült.